# District de Tambara
Le district de Tambara est une subdivision administrative de la province de Manica au nord du Mozambique. En 2007, sa population est de 41 339 habitants.

## Source de la traduction
- (en) Cet article est partiellement ou en totalité issu de l’article de Wikipédia en anglais intitulé « Tambara District » (voir la liste des auteurs).